# Katie Dunn
Katie Dunn (5 novembre 1978) è un'ex sciatrice alpina canadese.

## Biografia
La Dunn, specialista delle prove veloci originaria di Vancouver, in Nor-Am Cup esordì il 2 gennaio 1995 a Sugarloaf in supergigante (44ª) e conquistò l'unico podio il 16 dicembre 1996 a Big Mountain nella medesima specialità (3ª); in Coppa del Mondo disputò tre gare, quelle di Lake Louise della stagione 1997-1998, classificandosi 52ª nella discesa libera del 4 dicembre, 48ª in quella del giorno successivo e non completando il supergigante del 6 dicembre. Prese per l'ultima volta il via in Nor-Am Cup il 30 marzo 1998 a Sun Peaks in slalom gigante (28ª) e si ritirò al termine di quella stessa stagione 1997-1998: la sua ultima gara fu uno slalom speciale FIS disputato il 7 aprile a Panorama. Non prese parte a rassegne olimpiche o iridate.

## Palmarès

### Nor-Am Cup
- 1 podio:
  - 1 terzo posto